# هيدا أندرسون
هيدا أندرسون (بالسويدية:Hedda Andersson ) هي طبيبة سويدية، وُلدت في الرابع والعشرين من أبريل لعام 1861 في مالمو في السويد و تُوفيت في السابع من سبتمبر لعام 1950 في لوند في السويد. و تُعد ثاني امرأة في السويد تتعلم في جامعة وكذلك ثاني امرأة سويدية في مجال الفيزياء.

## حياتها
كان والد هيدا يُدعى أندرسون و يعمل عاملًا أما والدتها يوهانا أندرسون فكانت إحدى المداويات الشعبيات. انتقلت هيدا مع والدتها وأشقائها الثلاثة للعيش مع جدتها بعد وفاة والدها عام 1866.
و بالعودة إلى القرن السابع عشر فإن هيدا تنحدر من جانب الأم إلى عائلة ذات نساء ذاع صيتهن في مجال الطب الشعبي على مدار سبعة أجيال، فكانت جدتها الكبرى مارنا نيلسوتر و جدتها إلنا هانسون تعملان بشكل نشط في هذا المجال وعملتا معًا في مزاولة الطب في مدينة مالمو. كانت جدتها تُعرف باسم «سيدة لوند» (Lundakvinnan ) في جميع أنحاء إسكندنافيا كما أنها علمت نفسها لتصبح حلاقة جراحة حتى تتجنب أن تُتهم بالشعوذة، و كذلك فعلت ابنتها والدة هيدا الأمر ذاته و لنفس السبب .
في عام 1970 فتحت الجامعات السويدية أبوابها للفتيات ؛ مما دفع والدة وجدة هيدا أن تقررا أنه على هيدا دراسة الطب في الجامعة حتى تحصل على رخصة قانونية و تتجنب ما حدث مع نساء كثيرات من عائلتها مثل أمها وجدتها أي الملاحقة والاتهام بالشعوذة.
درست هيدا في مدرسة ماريا ستينكولا و التحقت بجامعة لوند في عام 1880 لتصبح ثاني طالبة في الجامعة.
أحيانًا ما يُشار إلى هيدا على أنها أول امرأة في جامعة لوند ولكن في حقيقة الأمر كانت هيلدجارد بورك قد درست قبلها لمدة قصيرة هناك والتي حظيت بمعاملة ذات احترام فائق من زملائها الشباب. حصلت هيدا على شهادة البكالوريوس في عام 1887 ثم رخصة مزاولة الطب في عام 1892 و هكذا تصبح ثاني طبيبة متخرجة من جامعة سويدية بعد كارولينا فايدرستروم.
عملت هيدا كطبيبة بشكل نشط في رونبي من عام 1892 وحتى عام 1895 ثم في ستوكهولم من عام 1893 وحتى عام 1895 وبعد ذلك استقرت في لوند، درست هيدا في كوبنهاغن في عامي 1892 و1895 وتدربت على يد الطبيب الألماني ماكس زينجر في لايبزيش في عام 1893.

### في ذكراها
أنشأت جامعة لوند في عام 2009 أستاذية الباحث الزائر في ذكرى هيدا أندرسون.

## وصلات خارجية
- معلومات حول هيدا أندرسون على الموقع الإلكتروني لكلية الطب جامعة لوند